# Elpídio Donizetti
Elpídio Donizetti (Campina Verde, 1956. május 19. –) brazil jogász. Tagja több különböző jogi tanácsnak is.

## Publikációi
- Nunes, Elpídio Donizetti. Curso Didático de Direito Processual Civil. Atlas
- Nunes, Elpídio Donizetti. Curso Didático de Direito Civil. Atlas
- Nunes, Elpídio Donizetti. Redigindo a Sentença Cível. Atlas
- Nunes, Elpídio Donizetti. Ações Constitucionais. Atlas
- Nunes, Elpídio Donizetti. Curso de Processo Coletivo. Atlas
- Nunes, Elpídio Donizetti. Processo de Execução. Atlas
- Nunes, Elpídio Donizetti. A última onda reformadora do Código de Processo Civil. Lumen Juris
- Nunes, Elpídio Donizetti. Para Passar em Concursos Jurídicos. Método